# 28980 Chowyunfat
28980 Chowyunfat è un asteroide della fascia principale. Scoperto nel 2001, presenta un'orbita caratterizzata da un semiasse maggiore pari a 2,2875999 UA e da un'eccentricità di 0,1918836, inclinata di 6,38658° rispetto all'eclittica.